# 디오라마

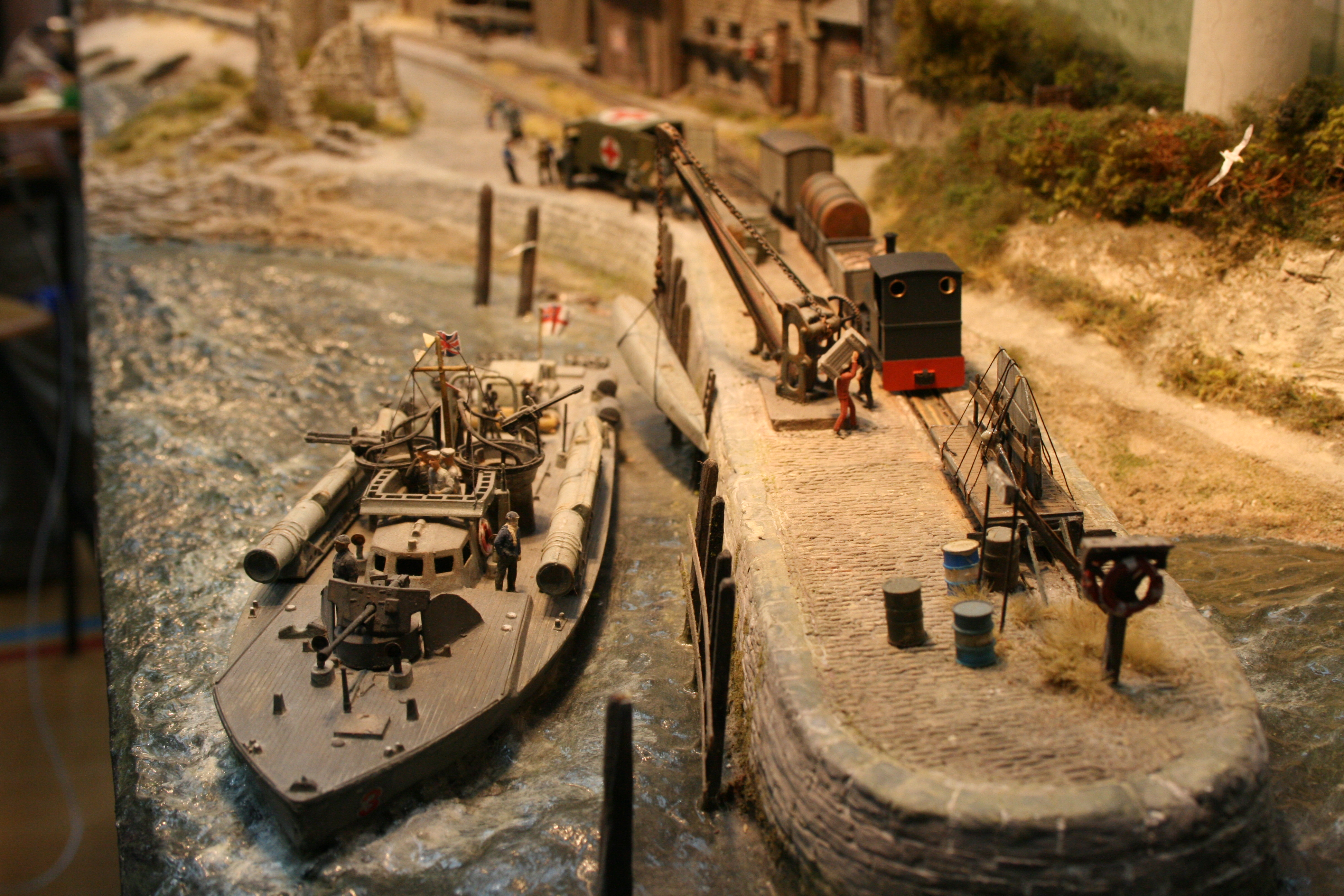
009 Society에서 제작한 제2차 세계대전의 디오라마

디오라마(Diorama)는 19세기에는 이동식 극장 장치를 의미했으나, 현재는 3차원의 실물 또는 축소 모형을 말한다. 경우에 따라서는 박물관에 전시되거나 취미로 제작되기도 한다. 예를 들면, '모형 군용 차량', '미니어처', '피겨 모형', '모형 비행기', '스케일 모델' 등이 있다. SBS TV의 순간포착 세상에 이런일이에 소개된 기차 모형, 곤충 등도 디오라마로 분류되기도 한다.

## 현대의 디오라마
현재의 '디오라마'는 그 일부가 3차원인 실물 복제품 또는 축적 모형을 말하며, 주로 역사적 사건, 자연 풍경, 도시 경관 등을 제작하여 교육용이나 오락용으로 활용된다. 미니어처 디오라마는 통상 실물보다 훨씬 작으며, 역사적 또는 허구의 장면을 만들어내기 위해 축소 모형과 조경을 사용한다. 취미로 제작하는 디오라마의 경우 보통 1/35 또는 1/48과 같은 일반적인 축척을 사용한다.

## 같이 보기
- 피규어
- 장난감
- 장난감 병정